# Adam-lès-Passavant
Adam-lès-Passavant là một xã của tỉnh Doubs, thuộc vùng Bourgogne-Franche-Comté, miền đông nước Pháp.